# Поповка (Глобинский район)
Поповка (укр. Попівка) — село,
Фёдоровский сельский совет,
Глобинский район,
Полтавская область,
Украина.
Код КОАТУУ — 5320688904. Население по переписи 2001 года составляло 230 человек.

## Географическое положение
Село Поповка находится на правом берегу реки Псёл в месте впадения в неё реки Хорол,
выше по течению реки Хорол примыкает село Подол,
на противоположном берегу реки Псёл — село Березняки (Решетиловский район).

## История
- Первая половина XVIII века — дата основания[2].
- В Центральном Государственном Историческом Архиве Украины в городе Киеве есть исповедная ведомость за 1764 год[3].

## Известные люди
В селе родился Герой Советского Союза Иван Литвиненко.